# Libri quattuor sententiarum
Libri quattuor sententiarum es un tratado de teología escrito por Pedro Lombardo en el siglo XII. Es una recopilación sistemática de teología, escrita cerca de 1150; su nombre deriva de las sententiae o declaraciones autorizadas sobre pasajes bíblicos que se reunieron en un único trabajo. Fue la obra principal de la teología católica hasta el siglo XVI.

## Origen y características
Los Libri quattuor sententiarum tuvieron su precursor en las glosas —explicaciones o interpretación de un texto bíblico— los maestros que estaban haciendo clases utilizando la traducción latina de la Biblia realizada a principios del siglo IV por San Jerónimo de Estridón la Vulgata. Estas glosas o notas, sin embargo, no eran continuas, se colocaron entre líneas o al borde del propio texto bíblico. Esta colección de Pedro Lombardo es la más clara y ordenada de todas las que han sobrevivido. Así fue como se impuso rápidamente como un tratado y una de las bases de la escolástica y teológica de aquel tiempo.
Probablemente entre 1223 y 1227, Alejandro de Hales agrupó los numerosos capítulos de los cuatro libros en un número más pequeño de «distinciones». Así, el libro fue ampliamente adoptado como libro de texto teológico en la Alta y Baja Edad Media (siglos XIII, XIV y XV). Un comentario sobre las Sentencias se requería de todos los maestros de la teología, y fue parte del sistema de exámenes. Al final de una conferencia sobre la obra de Lombardo, un estudiante podía solicitar la condición de licenciatura en teología. Fue sustituido en el siglo XVI, dentro del ciclo de estudios universitarios por la Summa theologiae de santo Tomás de Aquino.

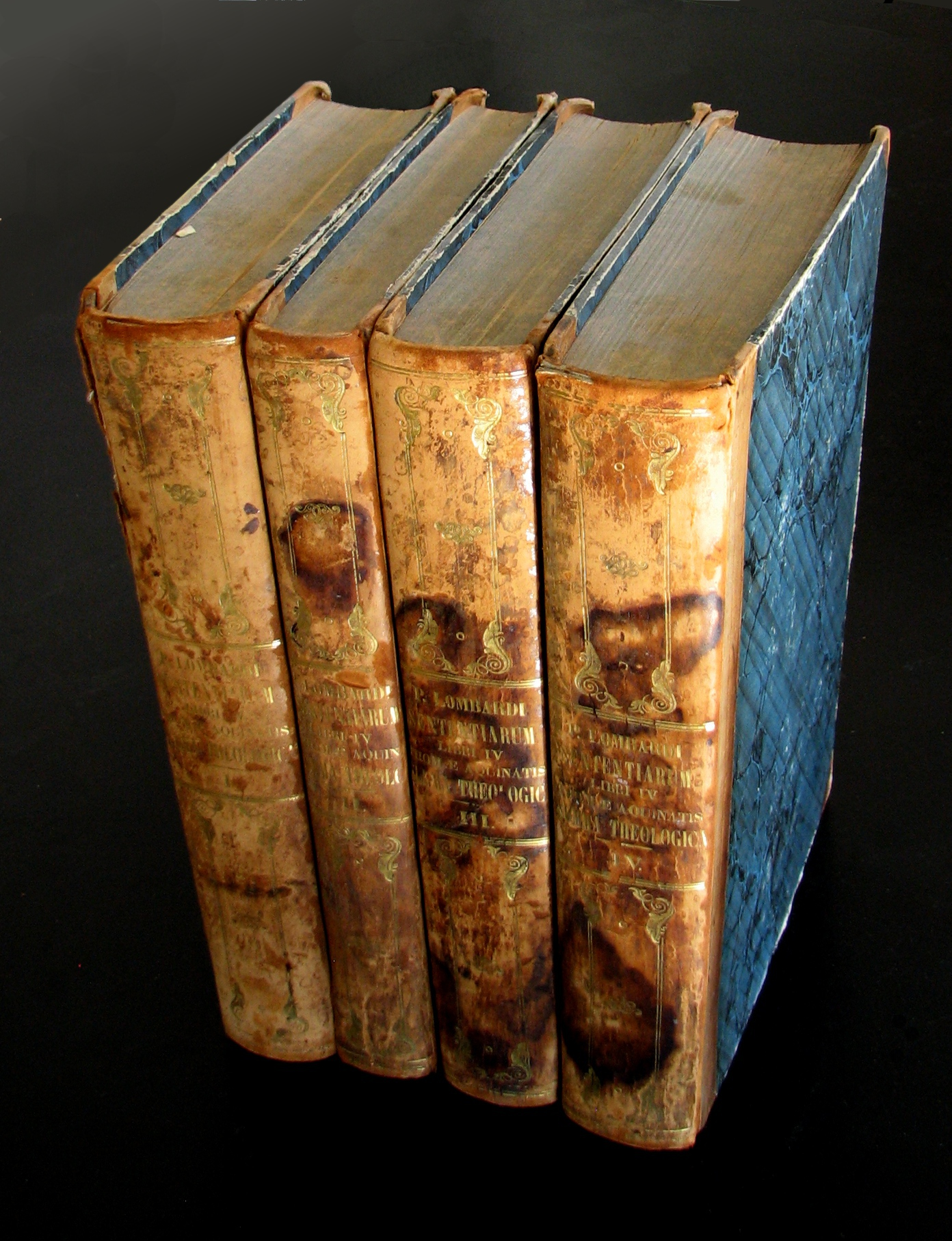
Edición de 1841 en latín de las oraciones unidas con la Summa theologica de Aquino.

Consta de cuatro libros y 182 frases. El primer libro (48 frases o sentencias) se ocupa de la Divinidad —Trinidad, previo conocimiento, la Divina providencia, la omnipotencia—. El segundo (44 frases) de la Creación —la materia, la creación en seis días, el hombre, el pecado, la gracia—. El tercero (40 frases) se ocupa de la Encarnación y de la Redención —virtudes teologales, las leyes morales y civiles, mandamientos, la encarnación, redención y la naturaleza de Cristo—. El cuarto (50 frases) trata de los sacramentos y el final —la resurrección y la alegría futura—. Así se establece el plan de estudios teológicos en el renacimiento e incluso para más tarde.
Contrariamente a la opinión general, el libro de Lombardo es más que una compilación de los Padres de la Iglesia. Tratando de ordenar después de otros, la doctrina cristiana en base a un gran número de autoridades —la Biblia, Agustín de Hipona, Ambrosio de Milán y Hilario de Poitiers son los citados con mayor frecuencia. Juan Damasceno es citado por primera vez en una obra en latín—, Lombardo utilizó el método de las distinciones para exponerlo bajo la forma de artículos divididos y subdivididos como dogma. Al hacerlo proporciona soluciones inteligentes, de acuerdo con la tradición y los decretos de los Concilios y se convierten en cuestiones canónicas que todavía fueron controvertidas en el momento.
La importancia los Libri quattuor sententiarum en la teología y la filosofía medieval radica sobre manera en el marco general que prestan a la discusión teológica y filosófica. Todos los grandes pensadores escolásticos, como Tomás de Aquino, Guillermo de Ockham, Buenaventura de Fidanza, y Juan Duns Scoto, escribieron comentarios sobre Libri quattuor sententiarum. Pero estas obras no eran exactamente comentarios, realmente fueron una compilación de las fuentes, Pedro Lombardo dejó muchas preguntas abiertas, dando a los estudiosos posteriores la oportunidad de proporcionar sus propias respuestas.